# Affaire Publifin

Actionnaires et participations du holding public Publifin (organigramme simplifié) en 2017. La province de Liège est l'actionnaire majoritaire de Publifin.

Le texte peut changer fréquemment, n’est peut-être pas à jour et peut manquer de recul. 
Le titre et la description de l'acte concerné reposent sur la qualification juridique retenue lors de la rédaction de l'article et peuvent évoluer en même temps que celle-ci.
 (15 septembre 2019).
L'affaire Publifin, du nom de l'intercommunale Publifin (dénommée Tecteo jusqu'en juin 2014 ; Enodia depuis 2018), est un scandale politico-financier wallon ayant éclaté le 20 décembre 2016 à la suite des révélations du magazine Le Vif/L'Express.

## Chronologie de l'affaire

### Révélations duVif/L'Express
Le 20 décembre 2016, se basant sur des informations récoltées par Cédric Halin, échevin des Finances de la commune d'Olne, le magazine Le Vif/L'Express révèle que plusieurs mandataires politiques locaux, membres du PS, du MR, du cdH et essentiellement originaires de la province de Liège, perçoivent d'importantes rémunérations de Publifin, alors que certains n'assistent pas ou peu aux réunions des comités de secteur ou de sous-secteur de l'intercommunale,,. Ces organes consultatifs sont supprimés par le conseil d'administration le 22 décembre. Le parquet de Liège, suspectant la commission de faux, l'usage de ces faux et des abus de biens sociaux au préjudice de l'intercommunale, ouvre une information judiciaire quelques jours après. Le procureur-général Christian De Valkeneer supervise la procédure en raison des liens familiaux existant entre le procureur du Roi Philippe Dulieu et Stéphane Moreau, l'administrateur-délégué de Nethys SA, l'entité opérationnelle de Publifin.
Le 20 janvier, le quotidien économique et financier L'Écho révèle que le montant du salaire de Daniel Weekers, directeur de la stratégie de Nethys, s'élèverait à 600 000 euros par an (hors avantages) et serait payé par l'entremise d'une société pour des raisons d'optimisation fiscale. Stéphane Moreau serait rémunéré à hauteur de 960 000 euros bruts par an, selon Le Vif.

### Motion de méfiance et démission de Paul Furlan
Le 14 janvier 2017, le MR demande la démission de Paul Furlan, ministre des Pouvoirs locaux, pour les propos qu'il a tenus dans le journal L'Avenir. Pierre-Yves Jeholet (MR) reproche au ministre d'avoir toujours refusé un cadastre des mandats dans les organismes publics wallons,. À ce stade, le président du PS Elio Di Rupo exclut tout pas de côté de la part de Paul Furlan. Le 17 janvier, en séance plénière du Parlement wallon, le député écologiste Stéphane Hazée réclame à son tour la démission du ministre à la suite des révélations concernant son chef de cabinet adjoint, le bourgmestre de Wanze, Claude Parmentier. Ce dernier percevait, en tant qu'administrateur de Nethys SA, d'importants émoluments depuis 2013.

« Sur le fait d'être au courant, savais-je ? Je confirme que non. Aurais-je pu le savoir ? Je dirais « évidemment ». Ai-je cherché à le savoir ? Non plus. »

— Paul Furlan, en séance plénière du Parlement wallon, le 18 janvier 2017.
Les deux partis d'opposition MR et Ecolo finissent par déposer ensemble une motion de méfiance contre le gouvernement Magnette, visant dans ce texte le ministre des Pouvoirs locaux,. Au même moment, plusieurs articles de presse se montrent assez critiques envers la composition de son cabinet, si bien que le cdH réclame des explications au ministre « dans les plus brefs délais ».
Contesté par l'opposition et critiqué par la presse, Paul Furlan se résigne à démissionner le 26 janvier.

### L'éphémère « commission spéciale » du Parlement wallon
Le 2 février, une commission spéciale « chargée d'examiner la transparence et le fonctionnement du Groupe Publifin » est installée au Parlement de Wallonie. Tous les partis représentés au Parlement y siègent.
Le lendemain après-midi, le socialiste André Gilles, député provincial et président de Publifin, est entendu par la commission. André Gilles affirme qu'on leur a imposé la mise en place des comités de secteur, dont les rémunérations excessives sont au cœur de la polémique. Cela répondait, selon lui, à la nécessité des anciennes intercommunales (qui ont fusionné pour former Publifin) de continuer à vérifier les activités du groupe. Gilles souligne également que l'« on peut après coup juger que [le montant des rémunérations] était trop élevé et qu'on aurait dû lier ça à la présence, mais [que] la loi était imprécise ».
Durant ces six heures d'audition, le président de Publifin élude cependant de nombreuses questions embarrassantes, notamment sur le montant des dirigeants des filiales privées de Nethys. Trois jours plus tard, la grande quantité de documents transmis par Publifin à la commission spéciale ne permet toujours pas de répondre à ces questions. Par conséquent, les partis de la majorité PS et cdH finissent par accepter l'installation d'une véritable commission d'enquête parlementaire, demandée depuis plusieurs semaines par l'opposition. Une telle commission d'enquête n'avait plus été mise sur pied par le Parlement wallon depuis 1992.
En attendant la conclusion des travaux de la commission, les socialistes André Gilles et Stéphane Moreau sont suspendus de leurs mandats internes au PS.

### Nouvelles révélations sur des filiales de Publifin
Le 10 février, la radio-télévision privée RTL révèle que des filiales détenues majoritairement (SOCOFE et Publipart) ou non (EDF Luminus) par Publifin rétribuent chèrement plusieurs mandataires politiques. La presse flamande s'empare de l'affaire et montre que la société anonyme Publipart, qui investirait notamment dans l'armement chimique, a versé des montants importants à 17 administrateurs. Parmi ceux-ci figurent deux échevins gantois, Christophe Peeters (nl) (Open VLD) et le futur candidat bourgmestre, Tom Balthazar (nl) (sp.a). Le lendemain, ce dernier démissionne de son mandat à la ville de Gand et renonce à se présenter en tête de liste aux prochaines élections communales.
Le 13 février, le bourgmestre socialiste de Seraing Alain Mathot annonce lors d'un conseil communal qu'il a démissionné de ses mandats au sein de Publilec (qui chapeaute Publipart), de la SOCOFE et d'EDF Luminus. Il a également renoncé à son mandat au sein de NeWIN, pour lequel il était rémunéré via une société de management. Selon le quotidien Le Soir, ces différents mandats lui ont rapporté environ 82 000 euros en 2015.

### La « commission d'enquête parlementaire»

#### Composition
La commission d'enquête parlementaire « chargée d'examiner la transparence et le fonctionnement du Groupe Publifin » (ou « commission Publifin ») est installée le 16 février, sous la présidence de la socialiste Olga Zrihen. Les trois groupes parlementaires (PS, MR, et cdH) participent à cette commission, de même qu'un représentant de chaque petit parti de l'opposition (Ecolo, PTB et J'existe). Ces trois derniers partis assistent à toutes les réunions, mais leur voix est consultative.
| Partis   | Députés                  | Suppléants               |
| -------- | ------------------------ | ------------------------ |
| PS       | Olga Zrihen (présidente) | Véronique Bonni          |
| PS       | Bruno Lefebvre           | Jean-Marc Dupont         |
| PS       | Dimitri Legasse          | Eddy Fontaine            |
| PS       | Christine Poulin         | Serdar Kilic             |
| PS       | Patrick Prévot           | Nicolas Martin           |
| PS       | Christiane Vienne        | Edmund Stoffels          |
| MR       | Jean-Luc Crucke          | Jennifer Baltus-Möres    |
| MR       | Yves Evrard              | Marie-Françoise Nicaise  |
| MR       | Olivier Maroy            | Patricia Potigny         |
| MR       | Gilles Mouyard           | Valérie Warzée-Caverenne |
| cdH      | Pascal Baurain           | Isabelle Joiret          |
| cdH      | Dimitri Fourny           | Mathilde Vandorpe        |
| Ecolo    | Stéphane Hazée           | Hélène Ryckmans          |
| PTB      | Frédéric Gillot          | Ruddy Warnier            |
| J'existe | André-Pierre Puget       |                          |

#### Perquisitions
Le 9 mars, la commission Publifin ordonne des perquisitions au sein de l'intercommunale sur la base d'un pro justitia transmis par le procureur général de Liège Christian De Valkeneer. Selon des révélations anonymes, André Gilles et Stéphane Moreau auraient demandé, le 22 février, à des membres du personnel de Nethys de réaliser ou de détruire des documents demandés par la commission d'enquête. La direction de Nethys dément formellement ces accusations,.

#### Rapport intermédiaire
Les membres de la commission Olga Zrihen, Patrick Prévot (PS), Jean-Luc Crucke (MR), Dimitri Fourny (cdH) et Stéphane Hazée (Ecolo) présentent leur rapport intermédiaire à la presse le 11 mai. Ils y formulent plusieurs recommandations, parmi lesquelles le renouvellement intégral du conseil d'administration et du comité de direction du groupe Publifin-Nethys (avec pour conséquence le départ de Stéphane Moreau). En ce qui concerne les rémunérations, la commission réclame notamment le remboursement à l'intercommunale des montants attribués au sein des « comités de secteur » et la limitation du plafond des rémunérations des dirigeants du groupe à 245 000 euros. Le rapport insiste également sur la nécessité de renforcer le contrôle de la Région wallonne sur l'intercommunale. Enfin, la position du gestionnaire du réseau de distribution (GRD) Resa au sein de la SA Nethys (et non directement dans l'intercommunale Publifin) pose problème.

#### Pressions du groupe Publifin-Nethys sur la commission
Début avril, l'hebdomadaire Le Vif/L'Express révèle l'existence d'un courrier adressé à la présidente Olga Zrihen par les avocats de Nethys SA, le cabinet Linklaters et Adrien Masset. Ces derniers soulignent l'absence de fondement légal dans la saisie de documents lors de la perquisition du 9 mars. Les avocats de Nethys critiquent également le comportement agressif des commissaires à l'égard de certains témoins. Dans un courrier ultérieur, ces mêmes avocats exigent une relecture du rapport intermédiaire de la commission Publifin : selon eux, les droits de la défense ne seraient pas garantis. La présidente de la commission rétorque que les commissaires n'ont pas d'ordre à recevoir de l'extérieur et qu'ils continueront leur travail comme avant.
La pression s’accentue sur la commission lorsque Nethys décide d'assigner en justice cinq députés (Zrihen, Prévot, Crucke, Fourny et Hazée) devant le tribunal de première instance de Namur. Les avocats de Nethys reprochent à ces députés d'avoir enfreint les droits de la défense à travers certaines déclarations, en commission ou dans les médias. Selon eux, il s'agit de calomnie, d'atteintes à l'honneur et à la présomption d'innocence. Nethys réclame par conséquent 50 000 euros de dédommagement aux cinq parlementaires qu'elle a cités à comparaître devant le tribunal civil.
Réuni en urgence, le 22 mai, en séance plénière, le Parlement de Wallonie approuve à l'unanimité une proposition de résolution relative à une « intervention volontaire dans le cadre de l’action civile mise en œuvre par la S.A. Nethys » contre les parlementaires cités devant le tribunal le lendemain. Par cette initiative, le Parlement dans son entièreté se joint à la cause en s'impliquant dans la procédure devant le tribunal civil :

« La citation dont font actuellement l'objet nos collègues n'est pas du tout une question de personnes, mais bien une authentique question de principe qui concerne non seulement le fonctionnement, mais aussi l'essence même de notre Parlement et, plus largement, le respect de la démocratie et de la liberté d'expression de nos membres.
Plus grave, en mettant en cause à titre personnel cinq parlementaires, cette initiative inédite est susceptible de s'analyser comme une tentative d'intimidation sur des élus du peuple, mais aussi comme une entreprise de délégitimation d'une commission d'enquête parlementaire et, par la force des choses, de l'assemblée parlementaire elle-même.
Cela ne peut laisser notre Parlement sans réaction. »

— André Antoine, président du Parlement wallon, en séance plénière, le 22 mai 2017.

#### Rapport final et procès-verbal adressé au procureur général
Le 3 juillet, les députés Zrihen, Prévot, Crucke, Fourny et Hazée rendent publiques les dernières recommandations de la commission. Le rapport final de la commission est présenté au Parlement wallon le 6 juillet par les députés Gilles Mouyard (MR), Pascal Baurain (cdH) et Bruno Lefebvre (PS).
Dans un procès-verbal adressé au procureur général de Liège, la commission relève quinze indices, qui sont « susceptibles d'être constitutifs d'une ou plusieurs infractions » pénales commises par des membres de la direction, des organes de gestion et/ou des comités de secteur au sein de Publifin-Nethys : prise d'intérêt, concussion sans violences ni menaces, abus de confiance, abus de biens sociaux et recel d'abus de biens sociaux.

### Pressions du groupe Nethys sur le quotidienL'Avenir
Selon Le Vif/L'Express du 27 octobre 2017, le journal L'Avenir a subi diverses pressions rédactionnelles de la part du groupe Nethys, propriétaire du quotidien.
Le 5 novembre, des représentants de quatre partis représentés au Parlement de Wallonie (cdH, Écolo, MR et PS) publient un communiqué soutenant la liberté de la presse.

## Conséquences de l'affaire

### Démissions multiples
Claude Emonts, conseiller communal socialiste à Liège, annonce le 23 décembre 2016 qu'il abandonne tous ses mandats. Le bourgmestre d'Engis, Serge Manzato, quitte la présidence de la fédération socialiste de Huy-Waremme. Le même jour, la libérale Virginie Defrang-Firket, conseillère communale à Neupré et députée wallonne, quitte la vice-présidence du conseil d'administration et du bureau exécutif de Publifin.
Claude Parmentier, bourgmestre de Wanze et membre des conseils d'administration de Publifin et de Nethys, démissionne de son poste de chef de cabinet adjoint du ministre wallon des Pouvoirs locaux, Paul Furlan, le 16 janvier 2017. Il démissionne ensuite des conseils d'administration de Nethys et du fonds de pension Ogeo Fund.
Le vice-président de Nethys et ancien vice-président de Publifin, le conseiller provincial liégeois Dominique Drion, démissionne le lendemain du comité de déontologie, d'éthique et d'arbitrage du cdH. Un autre membre de ce parti, Didier Hamers, conseiller communal à Dison, remet le 18 janvier ses mandats d'administrateurs et de vice-président de Publifin. Le 20 janvier, Raphaël Amieva Acebo, conseiller communal cdH à Crisnée, renonce à son poste d'administrateur de Publifin. Le 21 janvier, Benoît Lutgen, président du cdH, annonce la démission des quatre administrateurs — Raphaël Amieva, Dominique Drion, Didier Hamers et Vinciane Pirmolin — représentant le parti au sein de Publifin et leur remplacement notamment par Cédric Halin, l'échevin des Finances cdH d'Olne à l'origine des révélations du Vif.
Contesté par l'opposition depuis plusieurs semaines, Paul Furlan, le ministre wallon des Pouvoirs locaux, démissionne le 26 janvier.
Stéphane Moreau quitte son poste de bourgmestre d'Ans le 31 janvier.
Le 11 février, Georges Pire (MR), réputé pour avoir cumulé de nombreux mandats et régulièrement cité dans l'affaire Publifin, annonce qu'il démissionne de son mandat de conseiller provincial.
Le 9 mars, André Gilles (PS) annonce qu'il quitte la présidence de l'intercommunale Publifin et du collège provincial liégeois à la fin du mois.
Le 10 mars, le bourgmestre de Liège Willy Demeyer annonce sa démission du poste de président de la fédération liégeoise du PS et souhaite remettre son mandat de député fédéral. Il dit accepter « d'endosser une part de responsabilité » dans cette affaire. Dans la foulée, les socialistes liégeois Isabelle Simonis, Frédéric Daerden et Alain Mathot remettent spontanément leur mandat fédéral.

### Gilles et Moreau exclus du Parti socialiste
Le 20 avril 2017, le PS annonce par communiqué de presse la décision de la Commission de vigilance du parti d'exclure immédiatement André Gilles. Anticipant une probable exclusion de son parti, Stéphane Moreau annonce le 25 avril qu'il quitte le PS. Le lendemain, la Commission de vigilance socialiste confirme son exclusion définitive du PS.

### Rupture des coalitions régionales et communautaire
À la suite des affaires Publifin et du Samusocial, Benoît Lutgen rompt le 19 juin 2017 les coalitions régionales et communautaire entre le Centre démocrate humaniste et le Parti socialiste,. En Wallonie, le gouvernement Borsus (centre droit) entre en fonction après le vote de la motion de défiance constructive déposée contre le gouvernement Magnette, le 28 juillet. Sur 74 votes exprimés, la motion de défiance est adoptée par 39 voix « pour » et 35 voix « contre ». Pour la première fois depuis 1988, le PS se retrouve dans l'opposition en Région wallonne.

## Réactions de la classe politique et de la société civile
Le 18 janvier 2017, le politologue François Gemenne, professeur à l'université de Liège, dénonce dans le journal de la mi-journée de La Une un « système de nature mafieuse » et affirme que les démissions qui ont eu lieu ne sont que celles de « fusibles pour ne pas mettre en cause le système lui-même » . L'intercommunale annonce le jour-même qu'elle porte plainte au pénal pour calomnie et diffamation. En réponse à la menace de porter plainte de Nethys, le politologue indique qu'il « [évitera de se] promener sur les parkings de Cointe », faisant référence à l'assassinat d'André Cools en 1991. François Gemenne et Éric Jadot, ancien député écologiste, lancent le 27 janvier une « pétition citoyenne » afin, notamment, qu'une commission d'enquête parlementaire soit créée.
Un autre politologue, Michel Hermans, interrogé par L'Avenir, ne partage pas l'analyse de François Gemenne quant à la nature mafieuse du système Publifin : « Il y a peut-être un énorme problème avec Publifin, mais pour que ce soit mafieux, il faut que ce soit illégal. A priori, ce n'est pas le cas ici. » Il juge cependant que l'affaire bénéficiera électoralement au Parti du travail de Belgique (PTB) au détriment du PS.
Laurette Onkelinx, cheffe du groupe socialiste à la Chambre des représentants, déclare à la VRT le 19 janvier, à propos de Stéphane Moreau, le bourgmestre d'Ans et concepteur du système Publifin : « À titre personnel, je pense vraiment qu'il doit faire un pas de côté. Vraiment. »
Paul Magnette, le ministre-président wallon, déclare qu'il va s'occuper personnellement du dossier et qu'il va élaborer des « règles d'incompatibilité là où il y a des risques de conflits d'intérêts, qui vaudront pour tout le monde, pour aujourd'hui et pour demain. » Il ajoute qu'« un mandat public, ce n'est pas Win For Life », un jeu à gratter de la Loterie nationale.

### Réactions liégeoises
Jean-Claude Marcourt, vice-président du Gouvernement wallon, estimant que « l'on doit clarifier les règles mais pour tous » juge « inappropriée » la proposition de Laurette Onkelinx. Le journal Le Soir parle d'un « réflexe d'autodéfense » dans la fédération liégeoise du PS et recueille les déclarations d'une personnalité socialiste proche des entreprises mises en cause pour leur éthique qui pense que les pratiques mises en cause à Liège existent dans d'autres secteurs : « Pourquoi s'en prendre à Publifin et Nethys ? Parce que le développement de Nethys, qui approche une taille comparable à Proximus gêne ceux qui n'ont pas la main dessus. » Dans la même ligne le journal La Meuse parle de quatre enjeux « anti-liégeois » qui selon lui seraient dissimulés derrière l'affaire : la jalousie d'autres communes wallonnes et francophones de voir les seules communes liégeoises bénéficier des dividendes du rachat par l'ancêtre de Publifin (ALE-Teledis) de leur réseau lors de la privatisation du câble il y a 10 ans pour maintenir l'activité en Wallonie (et contrer l'offre concurrente de la société Telenet, société flamande) ; l'opposition exacerbée entre le PS liégeois et celui du Hainaut ; l'avenir économique de l'assureur Ethias que, dit le journal, « le gouvernement fédéral voudrait revendre au privé pour des raisons dogmatiques » (avec les emplois localisés à Liège). Il y a, toujours selon la même source, le fait que François Gemenne en parlant de mafia, a permis à la presse flamande de « rappeler que l'État PS wallon était infréquentable ».